# Pleurotus nebrodensis
|  | Dieser Artikel wurde aufgrund von formalen oder inhaltlichen Mängeln in der Qualitätssicherung Biologie im Abschnitt „Mykologie“ zur Verbesserung eingetragen. Dies geschieht, um die Qualität der Biologie-Artikel auf ein akzeptables Niveau zu bringen. Bitte hilf mit, diesen Artikel zu verbessern! Artikel, die nicht signifikant verbessert werden, können gegebenenfalls gelöscht werden. Lies dazu auch die näheren Informationen in den Mindestanforderungen an Biologie-Artikel. |

Pleurotus nebrodensis, in Italien bekannt als Funcia di basilicu „Basiliskenpilz“ oder Carduncieddu di macchia „macchia carduncieddu(?)“, ist ein Pilz, der 2006 von der IUCN als vom Aussterben bedroht eingestuft wurde. Dieser Pilz wächst nur auf Kalkstein im Norden Siziliens in Verbindung mit Prangos ferulacea (Syn.: Cachrys ferulacea; Familie Doldenblütler). Charakteristisch für den Pilz sind seine cremeweiße bis gelbe Farbe, sein Durchmesser von 5 bis 20 Zentimetern, seine extrem abgewinkelten Lamellen und das Aufbrechen der Hutoberfläche bei der Reife. Er gilt als ausgesuchter Speisepilz.

## Taxonomie
Die Erstbeschreibung des Pilzes erfolgte 1866 durch den italienischen Botaniker Giuseppe Inzenga, der ihm den Namen Agaricus nembrodensis gab und ihn als „köstlichsten Pilz der sizilianischen Pilzflora“ bezeichnete, was zu einer weit verbreiteten Kultivierung durch Fachleute und Laien führte. Im Jahr 1886 ordnete der französische Mykologe Lucien Quélet die Art der Gattung Pleurotus zu. Neuere Untersuchungen haben gezeigt, dass P. nebrodensis eng mit Pleurotus eryngii verwandt ist, der ebenfalls im Mittelmeerraum vorkommt und mit Pflanzen der Familie der Doldenblütler vergesellschaftet ist.

## Rückgang
Pleurotus nebrodensis wurde als stark gefährdet eingestuft, weil das Verbreitungsgebiet kleiner als 100 Quadratkilometer und die Population zersplittert ist, es weniger reife Pilze gibt und die Art ihren natürlichen Lebensraum verliert. Ein weiterer Grund für den Rückgang ist, dass Sammler heute unreife Exemplare sammeln. Derzeit wird geschätzt, dass weniger als 250 Pleurotus nebrodensis pro Jahr die Reife erreichen.

## Schutz
Gegenwärtig gibt es keine Gesetzgebung zum Schutz von Pleurotus nebrodensis und selbst in Schutzgebieten ist es nicht verboten, unreife Exemplare zu sammeln. Es wurde jedoch ein Verordnungsentwurf erarbeitet, der verabschiedet werden könnte. Dieser Entwurf sieht vor, dass in einem Teil des Parco delle Madonie, einem Schutzgebiet, alle Altersstufen des Pleurotus nebrodensis geschützt werden, während in einem anderen Teil des Parks alle unreifen Pilze geschützt werden sollen. Außerdem wird dieser Pilz wie eine Kulturpflanze angebaut, um den Druck auf die Wildpopulation zu verringern. Diese Zuchtpilze werden in Tunneln gezüchtet, die mit schwarzen Netzen abgedeckt sind. Diese Zuchtpilze haben den gleichen Geschmack und das gleiche Aroma wie die Wildpilze.